# هيكتور اسيبيس
هيكتور اسيبيس (بالإنجليزية: هيكتور اسيبيس)‏ كان مصورا بارزا في بعثاته إلى أفريقيا وأمريكا الجنوبية. ولد في عام 1921 في مدينة نيويورك ، وأمضى معظم طفولته في مدريد (إسبانيا) وبوغوتا (كولومبيا). وقد قام بأول رحلة لمسافة طويلة في سن الثالثة عشر ، حيث ذهب على بعد 400 ميل من بوغوتا إلى مدينة بارانكويلا عندما كان ينطلق من منزله «للإبحار حول العالم». وقد تدرب في أكاديمية نيويورك العسكرية وكان يخدم في الجيش الأمريكي في الحرب العالمية الثانية على الجبهة الأوروبية. 
درس الهندسة في معهد ماساتشوستس للتكنولوجيا (MIT) ، وتخرج في عام 1947. تزوج من مادلين اسيبيس في بوسطن ، وأنجبا ابنا واحدا وابنتين. كانت أول بعثة تصوير له في شمال أفريقيا في عام 1947. وشرع في رحلة ثانية إلى غرب أفريقيا ، وتحديدا تمبكتو في عام 1949. ، شرع في عدة رحلات بين عامي 1950 و 1953 إلى نهر أورينوكو في فنزويلا ، وإلى أجزاء أخرى من أمريكا الجنوبية. ذهب في جولته الأفريقية الأخيرة ، والأكثر شمولا في عام 1953 ، في جميع أنحاء القارة ، من داكار إلى زنجبار. وبعد ذلك ، بدا مهنته كصانع أفلام للمشاريع الهندسية في جميع انحاء أمريكا الجنوبية. وفي السنوات الاخيرة التي عاش فيها اسيبيس في بوغوتا ، عمل علي تكوين أرشيف هيكتور اسيبيس 

## المصدر
1. 1 2 3 4 5   http://hector-acebes.com/site/?page_id=18. {{استشهاد ويب}}: |url= بحاجة لعنوان (مساعدة) والوسيط |title= غير موجود أو فارغ (من ويكي بيانات) (مساعدة)